# Летак из Вилжифа
Летак из Вилжифа (фр. Tract de Villejuif) је био памфлет на којем је била је листа безбедних адитива за храну означених Е-бројевима који су у летку представљени као канцерогени. Имао је широку дистрибуцију. Овај летак је у Европи касних седамдесетих и осамдесетих година 20. века изазвао огромну панику. На листи је, између осталих, била и лимунска киселина (Е330). 

Летак је добио име по лажној тврдњи да је настао у болници у Вилжифу. 

## Историја
Леци су први пут били примећени у Француској фебруара 1976. године . У пролеће 1976. године до седишта водећих прехрамбених компанија које послују у Француској (Кока-кола, Кедбери, Мартини, Данон итд.) стигао је летак. Куцан на обичној писаћој машини, овај летак је подстицао потрошаче на бојкот десет популарних робних марки хране или пића : Кока-колу, Швепс, Мартини, Аморин сенф и др. Према летку ове марке су користиле адитиве који су упркос томе сто су били одобрени у Француској заправо били токсични и канцерогени. Како би поткрепио дате „чињенице” летак је упућивао на анонимни извор :  „болницу у Паризу” (у Паризу је тада постојало 37 болница) који је спровео истраживање о прехрамбеним адитивима. летак је представио троструку класификацију свих адитива „одобрених за конзумацију од стране француског Министарства здравља”; за 17 адитива, међу којима је и лимунска киселина, речено је да су „токсични и канцерогени”, за 27 да се сматрају  „сумњивим” и да су под  „тренутним испитивањем”, док је за остале речено да су „безазлени”. Адитиви су представљени преко својих кодних имена, то јест Е-бројева. 
Исте године појављује се и нова верзија летка. Леци, сваки засебно куцан, били су идентични од речи до речи првој верзији, али са два значајна изузетка: нове марке су додате на списак оних које треба бојкотовати и наведен је одређенији извор. Првобитно помињање „Париске болнице специјализоване за истраживање канцера” замењено је, а све заслуге су преписане Болници у Вилжифу. Вилжифска болница је међународно позната по напредненим истраживањима канцера.
Европом су се наредних десет година ширили леци преко група познаника и пријатеља.  У неконтролисаном ширењу учествовало је 7 милиона људи а првобитни творац куцаних летака никада није откривен. У анкети у којој је учествовало 150 домаћица, 19% је рекло да је престало да купује спорне намирнице а 69% да намерава да престане с куповином.